# Assos
Assos (en llatí Assus, en grec antic Ἄσσος) era una ciutat de Mísia vora la Tròade, situada al golf d'Edremit, entre el cap Lectum i el d'Antandros. Des l'acròpoli de la ciutat es veia Mitilene. Estava situada en una bona posició defensiva, fortament emmurallada i connectada amb el mar per una forta pujada, segons Estrabó, que també diu que tota la vall que envoltava la ciutat produïa blat en abundància.
Mirsil considera que era una colònia de Metimna, i Hel·lànic de Mitilene explica que era una ciutat que havien fundat els habitants de l'Eòlida, i afegeix que Assos va colonitzar una ciutat anomenada Gargara. Plini el Vell diu que Assus també era anomenada Apol·lònia, potser per Apol·lònies, la mare d'Àtal II de Pèrgam. Assos era una ciutat a la que s'hi arribava navegant durant el segle I, i apareix als viatges de Pau de Tars.
Hèrmies d'Atarneu va ser tirà de la ciutat i va convidar Aristòtil i Xenòcrates de Calcedònia a viure un temps a la seva cort. Aristòtil es va casar amb Píties la neboda o afillada d'Hèrmies. Més tard, Hèrmies va caure en mans de Memnó de Rodes, que era al servei de Pèrsia i Assos va ser ocupada pels perses. Alexandre el Gran els va expulsar l'any 334 aC. Entre el 241 aC i el 133 aC, els reis de Pèrgam van governar la ciutat. L'any 133 aC, Pèrgam va perdre el control de la ciutat quan els romans van incorporar el regne a la província d'Àsia
Va néixer a la ciutat el mestre Cleantes, successor de Zenó de Citium i antecessor de Crisip de Soli.